# Paul Channon
Henry Paul Guinness Channon (ur. 9 października 1935 w Londynie, zm. 27 stycznia 2007 w Brentwood w hrabstwie Essex) – brytyjski polityk, członek Partii Konserwatywnej, minister w rządach Margaret Thatcher.
Był jedynym synem sir Henry’ego Channona, konserwatywnego deputowanego, oraz lady Helen Guinness, córki 2. hrabiego Iveagh. Wykształcenie odebrał w Lockers Park School w Hemel Hampstead oraz w Eton College. W latach 1955–1956 służył w Królewskiej Gwardii Konnej. Służył m.in. na Cyprze podczas wprowadzonego tam stanu wyjątkowego. Od 1956 r. studiował w Christ Church na Uniwersytecie Oksfordzkim.
Po śmierci ojca w 1959 r. Channon wystartował w wyborach uzupełniających w jego okręgu Southend West i wybory te wygrał. Kiedy zasiadł w ławach Izby Gmin zrezygnował z kontynuowania studiów. Do 1964 r. był najmłodszym członkiem Izby (Baby of the House). W latach 1959–1960 był parlamentarnym prywatnym sekretarzem ministra energii Richarda Wooda, a w latach 1961–1964 Raba Butlera. W 1965 r. został członkiem Komitetu 1922. W tym samym roku zagłosował za zniesieniem kary śmierci. Sprzeciwiał się również jednostronnej deklaracji niepodległości Rodezji.
W tym czasie Channon został mianowany przez Edwarda Heatha mówcą opozycji ds. budownictwa publicznego i pracy, a w 1967 r. ds. sztuki. Kiedy Heath został premierem w 1970 r. Channon został parlamentarnym sekretarzem przy ministrze stanu ds. budownictwa i samorządu lokalnego. W latach 1970–1972 był parlamentarnym podsekretarzem stanu w ministerstwie środowiska. Przez sześć miesięcy 1972 r. był ministrem stanu w ministerstwie ds. Irlandii Północnej. W latach 1972–1974 był ministrem stanu ds. budownictwa. Kiedy Partia Konserwatywna ponownie znalazła się w opozycji w 1974 r. Channon został głównym mówcą ds. środowiska. W 1976 r. Channon został członkiem delegacji konserwatystów do Rady Europy. W 1979 r. próbował swoich sił w wyborach do Parlamentu Europejskiego, ale przegrał wybory w okręgu North-East Essex.
Po powrocie konserwatystów do władzy w 1979 r. został ministrem stanu w departamencie służby cywilnej. W 1980 r. został członkiem Tajnej Rady. W 1981 r. został ministrem ds. sztuki. Po wyborach 1983 r. został ministrem stanu ds. handlu w departamencie handlu i przemysłu. W 1986 r. został członkiem gabinetu jako minister handlu i przemysłu. W 1987 r. objął stanowisko ministra transportu. Stanowisko to sprawował do 1989 r. Później nie objął już żadnego stanowiska rządowego i do końca zasiadał w tylnych ławach parlamentu. Był przewodniczącym parlamentarnej komisji finansów i służb oraz komisji transportu.
W 1997 r. zrezygnował z ubiegania się mandat na kolejną kadencję. Został kreowany parem dożywotnim jako baron Kelvedon i zasiadł w Izbie Lordów. Pod koniec życia cierpiał na chorobę Alzheimera. Zmarł w swoim domu w Brentwood w hrabstwie Essex w styczniu 2007 r.
Od 1959 r. był żonaty z Ingrid Guinnes (z domu Wyndham). Miał z nią troje dzieci: Henry’ego, Georgię i Olivię (która zmarła w 1986 r. z powodu przedawkowania narkotyków).